# Jolijn
Jolijn is een Nederlandse meisjesnaam met varianten als Jolein, Joleen, Jolene, Jolène en Jolien. Joleen is een vrij zeldzame Nederlandse meisjesnaam, ontstaan door samenvoeging van Johanna en Helena, die sinds ongeveer 1975 vaker gegeven wordt. In de Verenigde Staten is Jolene een redelijk populaire voornaam, die piekte rond 1970 maar weer in aanzien stijgt.

## Naamdragers
- Jolijn Geels, schrijfster

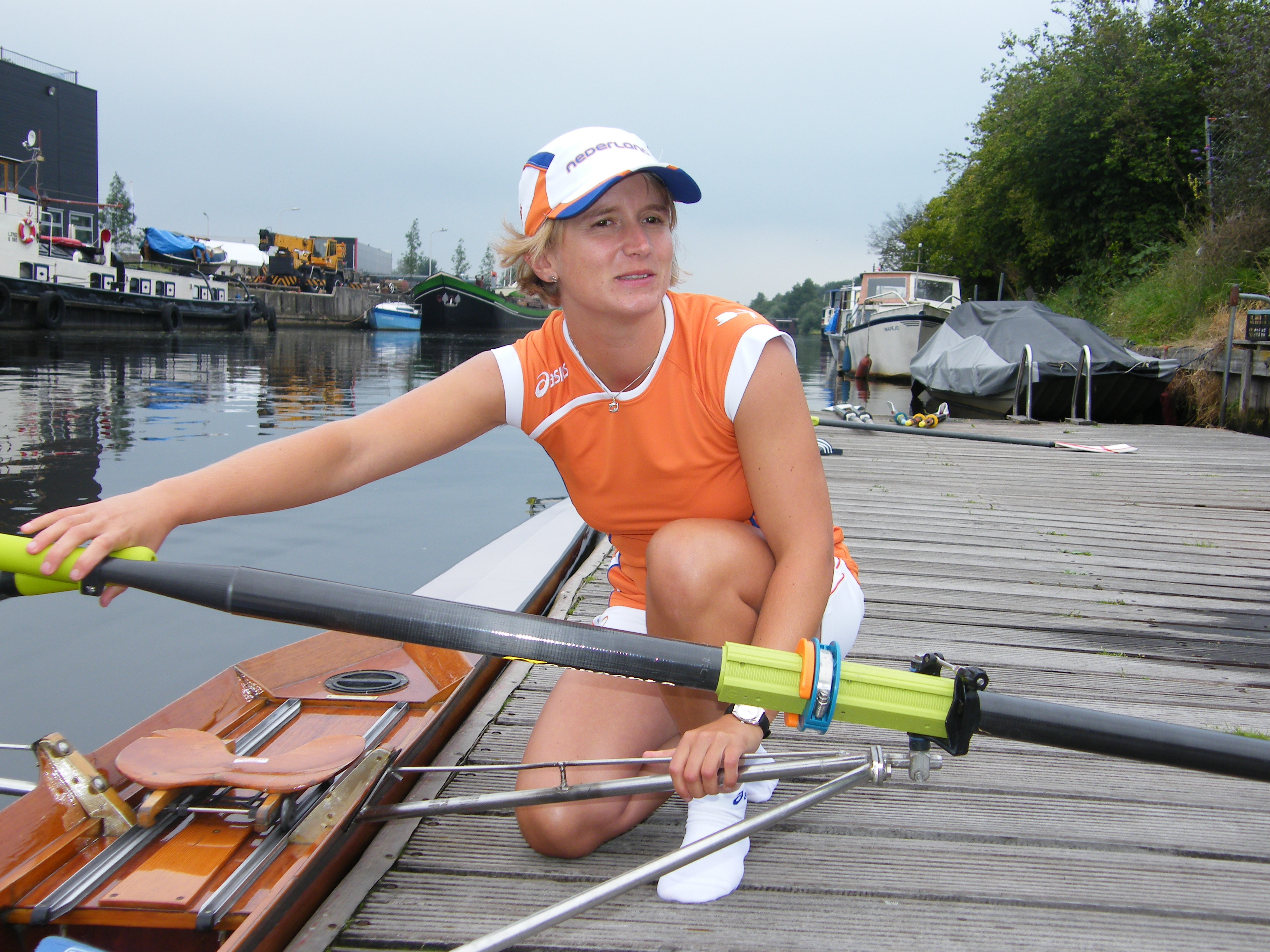
Joleen Hakker

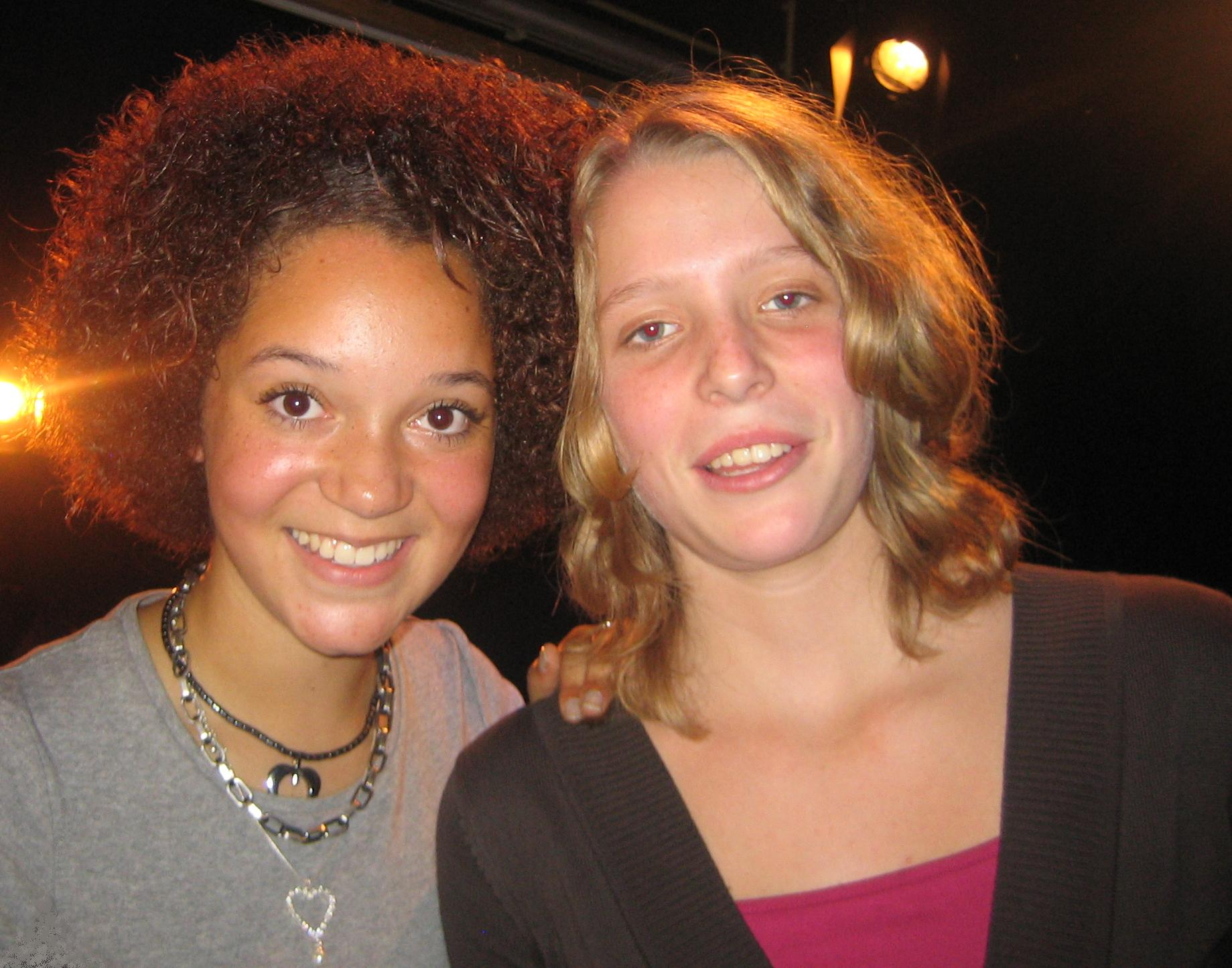
Jade Olieberg en Jolijn van de Wiel (rechts)

- Jolijn Henneman, Nederlands actrice
- Jolijn Heuvels, Nederlands voetbalster
- Jolijn van Valkengoed, Nederlands zwemster
- Jolijn Veerman, de fictieve tijdreiziger[6]
- Jolijn van de Wiel, Nederlands actrice

### Varianten
- Joleen Hakker: wielrenster, triatleet en roeister
- Jolein Laarman, scenariste en filmproducent[7]

## Overig
- Jolene (single) van Dolly Parton